# Johann IV. von Pernstein
Johann von Pernstein (auch Johann von Pernstein auf Helfenstein; Johann von Bernstein; Hans von Pernstein; Johann der Reiche; tschechisch Jan z Pernštejna; Jan z Pernštejna a na Helfštejně; Jan Bohatý; * 14. November 1487 in Mährisch Krumau, Mähren; † 8. September 1548 in Groß Seelowitz, Mähren) war von 1506 bis 1516 und von 1520–1523 Oberstkämmerer sowie von 1515 bis 1519 und von 1526 bis 1530 Landeshauptmann von Mähren. 1537 bis 1548 war er Pfandherr der Grafschaft Glatz und Graf von Glatz.

## Leben
Johann von Pernstein entstammte dem mährisch-böhmischen Adelsgeschlecht Pernstein. Seine Eltern waren Wilhelm II. von Pernstein und Johanna von Liblitz (Johanka z Liblic). Über Johanns Kindheit, die er vermutlich auf dem Familienschloss Pardubitz verbrachte, ist nur bekannt, dass er sich einige Zeit in Breslau aufhielt. 1497 wurde er auf dem Schloss Pardubitz zusammen mit seinem jüngeren Bruder Adalbert von Pernstein vom böhmischen König Vladislav II., der sich auf der Durchreise von Prag nach Ungarn befand, zum Ritter geschlagen. 1506 wurde ihm das Amt des mährischen Oberstkämmerers übertragen, und ab 1515 war er mehrmals Landeshauptmann von Mähren. Vor 1521 benutzte er die Titulatur „von Tobitschau“ (z Tovačova), wo er mit seiner Familie lebte und das Schloss umbauen und befestigen ließ. Nach dem Tod seines Vaters 1521 erbte Johanns Bruder Vojtěch/Adalbert die böhmischen Besitzungen, während Johann die mährischen Ländereien erhielt. Danach benutzte er bis an sein Lebensende das Prädikat „von Helfenstein“, obwohl er später überwiegend auf dem von ihm errichteten Schloss in Proßnitz residierte. Kurz nach dem Tod des Vaters konvertierten beide Brüder zu den Utraquisten.
Johann kämpfte in den Türkenkriegen und beteiligte sich 1526 mit mährischen Truppen an der Schlacht bei Mohács, die zum Tod des Königs Ludwig II. führte. Nach dem Tod seines Bruders Adalbert/Vojtěch 1534 erbte Johann dessen umfangreiche böhmische Besitzungen, u. a. die Herrschaften Náchod und Nové Město nad Metují. Dadurch wurde er einer der reichsten böhmischen Magnaten, wovon sich sein Beiname „Johann der Reiche“ ableitet.

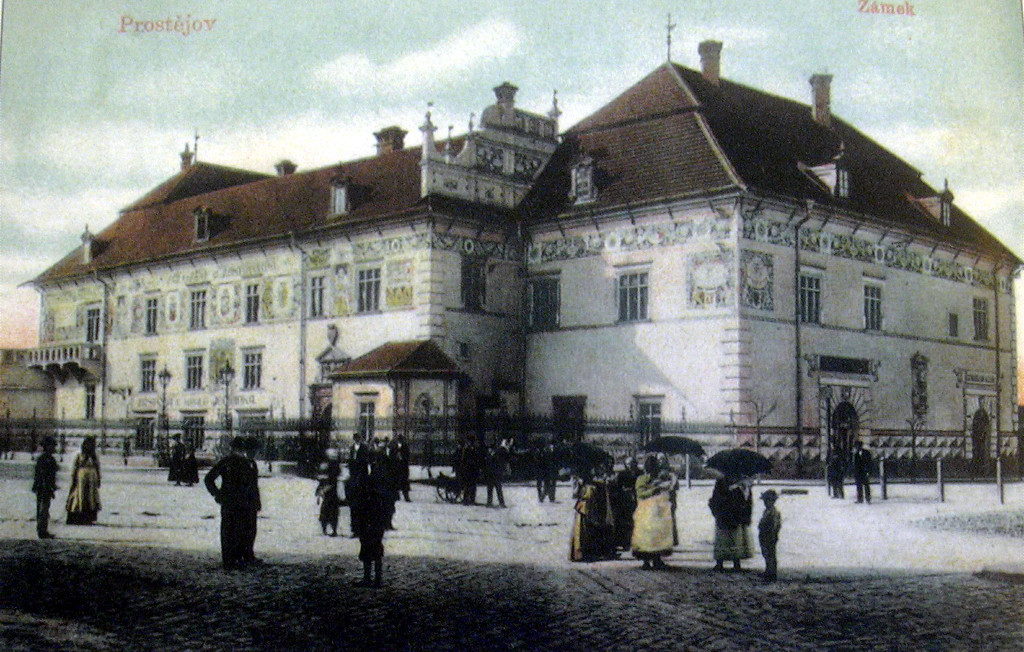
Schloss Prostějov, 1903

Johann, der über einen ausgeprägten Kunstsinn verfügte, gründete bereits 1516 in Trebitsch den ersten Literaturzirkel Mährens. Auf seinen Besitzungen förderte er die Architektur der Renaissance. 1522 bis 1530 ließ er in Proßnitz ein Schloss errichten, auf dem er mit seiner Familie überwiegend residierte. 1536 bis 1543 wurde in seinem Auftrag in Chlumetz die Pfarrkirche St. Ursula errichtet. 1538 begann er in Wallachisch Meseritsch mit dem Bau eines Schlosses und das Pardubitzer Schloss ließ er im Stil Renaissance umbauen. Die baulich vernachlässigte Burg Pernstein wurde während seiner Herrschaft erweitert und repräsentativ umgestaltet. Auch die in seiner Glatzer Münze 1540 bis 1546 geprägten Münzen entsprechen dem Stil der Renaissance. Auf ihrem Avers wird er, zur Demonstration seiner Glatzer Territorialherrschaft, mit einem Brustbild dargestellt.
Sowohl hinsichtlich des böhmischen Staatswesens als auch in religiösen Fragen war Johann gegensätzlicher Auffassung zu seinem Landesherrn Ferdinand I. Während Johann die Interessen der Stände vertrat, versuchte Ferdinand, deren Macht einzuschränken.
Noch zu seinen Lebzeiten geriet Johann „der Reiche“ in finanzielle Schwierigkeiten. 1543 musste er die Herrschaft Riesenburg und ein Jahr später Herrschaften Náchod und Lanšperk sowie Teile der Herrschaft Pottenstein mit Lititz und Brandeis verkaufen.
Johann starb am 8. September 1548 auf seinem südmährischen Schloss in Groß Seelowitz. Sein Leichnam wurde in der von ihm wiedererrichteten Heilig-Kreuz-Kirche in Doubravník, die während der Hussitenkriege zerstört worden war, beigesetzt und sein Erbe unter seine Söhne aufgeteilt. Seine dritte Frau Magdalena von Ormosd überlebte ihn um acht Jahre. Der Zerfall seines Reichtums setzte sich nach seinem Tod fort, als sein Sohn Jaroslav auch die mährischen Besitzungen verkaufen musste.

## Johanns Einfluss in Schlesien
Nach dem Tod des Teschener Herzogs Kasimir II. 1528 übernahm Johann von Pernstein die Vormundschaft über Kasimirs Enkel Wenzel III., dessen Vater Wenzel II. 1524, noch vor der Geburt Wenzels III., verstorben war. Der entsprechende Vertrag wurde noch zu Lebzeiten des Großvaters Kasimir II. abgeschlossen, wobei zugleich die Verlobung von Johanns 1524 geborener Tochter Marie von Pernstein mit Kasimirs Enkel Wenzel II. vereinbart wurde. Mit einem geheim gehaltenen Zusatzvertrag wurde vereinbart, dass das Herzogtum Teschen für den Fall, dass es im Mannesstamm erlöschen sollte, Johann von Pernstein bzw. dessen Nachkommen erben werden.

## Johann als Pfandherr der Grafschaft Glatz
1537 erwarb Johann pfandweise vom böhmischen Landesherrn Ferdinand I. für 83.464 Gulden die unmittelbar zu Böhmen gehörende Grafschaft Glatz. Zugleich erhielt er den Titel eines Grafen von Glatz sowie das Münzprivileg für die Glatzer Münze. Da er im Gegensatz zu seinem böhmischen Oberherrn Ferdinand I. mit der reformatorischen Bewegung sympathisierte, tolerierte er die Ausbreitung des Luthertums sowie der Schwenckfelder und Täufer im Glatzer Land. Dort schlichtete er mehrere Streitfälle zwischen den Ständen und regelte u. a. die Braurechte. Obwohl er 1547 den böhmischen Ständeaufstand unterstützte, beteiligten sich die Glatzer Stände nicht daran. Dadurch blieb die Grafschaft von Strafaktionen des böhmischen Landesherrn verschont.
Bereits 1546, zwei Jahre vor dem Tod Johanns von Pernstein, erfolgten durch dessen Söhne Verhandlungen mit dem Salzburger Administrator Ernst von Bayern über die Abtretung der Grafschaft Glatz an diesen. Nachdem die böhmischen Stände den Wittelsbacher Ernst als böhmischen Landsassen aufnahmen, erfolgte am 14. November 1549 die Übergabe der Grafschaft Glatz an diesen. Zu Streitigkeiten zwischen den Vertragsparteien kam es, als ihm Johanns Sohn Vratislav die Herrschaft Hummel nicht verkaufen wollte. Diese gehörte zwar seit 1477 verwaltungsmäßig zur Grafschaft, galt jedoch weiterhin als eigene Herrschaft und wurde erst 1541 von Johann von Pernstein erworben. Erst nachdem Ernst mit der Vertragsrückgabe drohte, übergaben ihm die Pernsteiner auch das Hummelgebiet mit den Städtchen Reinerz und Lewin.

## Familie
Johann von Pernstein war dreimal verheiratet. Im Jahre 1507 vermählte er sich mit Anna von Postupitz (Anna z Postupic), die 1526 starb. Dieser Ehe entstammten die Kinder:
- Margarete/Markéta (1514–1529) ⚭ 1529 Heinrich II. von Münsterberg
- Johanna (* 1516) ⚭ Johann d. J. von Žerotín
- Katharina/Kateřina (1518–1552?) ⚭ 1533 Heinrich von Schwamberg (Jindřich ze Švamberka)
- Marie (1524–1566) ⚭ 1540 Wenzel III. von Teschen

In zweiter Ehe vermählte sich Johann von Pernstein 1528 mit Hedwig von Schellenberg (Hedvika z Šelmberka), die 1535 starb. Dieser Ehe entstammten die Kinder
- Jaroslav (1528–1560) ⚭ 1552 Elisabeth Thurzo von Bethlenfalvy († 1573)
- Vratislav (1530–1582) ⚭ 1555 Maria Manrique de Lara († 1608)
- Adalbert/Vojtěch (1532–1561) ⚭ 1556 Katharina von Postupitz (Kateřina z Postupic; † 1564)
- Katharina/Kateřina (1534–1571) ⚭ 1550 ?Eck von Salm

1544 vermählte sich Johann von Pernstein mit Magdalena, geborene Székely von Kövend Freiin von Friedau/Ormozd (z Ormosdu; † 1556), Witwe des ungarischen Magnaten Alexius Thurzo von Bethlenfalva. Diese Ehe blieb kinderlos.